# Lista de países participantes da Universíada de Verão de 2021
Essa é uma lista de Federações Nacionais do Desporto Universitário (FNDU) que enviaram suas delegações para a Universíada de Verão de 2021, realizada em Chengdu, na China, entre 28 de julho e 8 de agosto de 2023.
Os números entre parênteses abaixo indicam o número de atletas da delegação de cada FNDU. As maiores delegações eram as da China — país-anfitrião com 407 atletas — da Índia (263 atletas), do Japão (262 atletas), da Coreia do Sul (249 atletas), Estados Unidos (211 atletas) e o Taipé Chinês (207 atletas). As menores, com apenas um único atleta, eram as de Fiji, da Guiné Equatorial, de Liechtenstein, do Panamá, de São Tomé e Príncipe e da Síria.
Nações que enviaram atletas para disputar os Jogos:
| Lista de países participantes |
| --- |
| 1. RSA África do Sul (135) 2. ALB Albânia (2) 3. GER Alemanha (160) 4. ANG Angola (2) 5. KSA Arábia Saudita (9) 6. ALG Argélia (45) 7. ARG Argentina (54) 8. ARM Armênia (14) 9. AUS Austrália (95) 10. AUT Áustria (35) 11. AZE Azerbaijão (86) 12. BAN Bangladesh (2) 13. BAR Barbados (2) 14. BEL Bélgica (5) 15. BOT Botsuana (10) 16. BRA Brasil (154) 17. BRU Brunei (2) 18. BUL Bulgária (5) 19. BUR Burquina Fasso (2) 20. BDI Burundi (6) 21. CPV Cabo Verde (2) 22. CAM Camboja (11) 23. QAT Catar (6) 24. KAZ Cazaquistão (93) 25. CHN China (407) (anfitrião) 26. CYP Chipre (19) 27. COL Colômbia (25) 28. COM Comores (2) 29. KOR Coreia do Sul (249) 30. CRC Costa Rica (2) 31. CRO Croácia (13) 32. DEN Dinamarca (13) 33. UAE Emirados Árabes Unidos (3) 34. ECU Equador (2) 35. SVK Eslováquia (71) 36. SLO Eslovênia (25) 37. USA Estados Unidos (211) 38. ESP Espanha (34) 39. EST Estônia (15) 40. FIJ Fiji (1) 41. PHI Filipinas (34) 42. FIN Finlândia (75) 43. FRA França (106) 44. GAM Gâmbia (2) 45. GHA Gana (12) 46. GEO Geórgia (27) 47. GRE Grécia (26) 48. GUA Guatemala (2) 49. GUY Guiana (6) 50. GEQ Guiné Equatorial (1) 51. HAI Haiti (3) 52. HON Honduras (2) 53. HKG Hong Kong (142) 54. HUN Hungria (113) 55. IND Índia (263) 56. INA Indonésia (51) 57. IRI Irã (85) 58. IRQ Iraque (4) 59. ISR Israel (5) 60. ITA Itália (186) 61. JAM Jamaica (3) 62. JPN Japão (262) 63. KUW Kuwait (5) 64. LAT Letônia (3) 65. LBN Líbano (7) 66. LBA Líbia (4) 67. LIE Liechtenstein (1) 68. LTU Lituânia (36) 69. LUX Luxemburgo (3) 70. MAC Macau (52) 71. MAD Madagascar (3) 72. MAS Malásia (66) 73. MLI Mali (2) 74. NMI Marianas Setentrionais (2) 75. MAR Marrocos (10) 76. MOZ Moçambique (2) 77. MDA Moldávia (19) 78. MGL Mongólia (80) 79. NEP Nepal (18) 80. NGR Nigéria (32) 81. NOR Noruega (30) 82. OMA Omã (25) 83. NED Países Baixos (63) 84. PLE Palestina (2) 85. PAN Panamá (1) 86. PAK Paquistão (5) 87. PER Peru (7) 88. POL Polônia (195) 89. POR Portugal (44) 90. KEN Quênia (3) 91. KGZ Quirguistão (16) 92. CZE Chéquia (101) 93. ROU Romênia (40) 94. STP São Tomé e Príncipe (1) 95. SEN Senegal (5) 96. SLE Serra Leoa (3) 97. SGP Singapura (120) 98. SYR Síria (1) 99. SOM Somália (2) 100. SRI Sri Lanka (17) 101. SWE Suécia (13) 102. SUI Suíça (71) 103. THA Tailândia (55) 104. TPE Taipé Chinês (207) 105. TJK Tajiquistão (55) 106. TAN Tanzânia (2) 107. TKM Turcomenistão (16) 108. TUR Turquia (107) 109. UKR Ucrânia (60) 110. UGA Uganda (34) 111. URU Uruguai (2) 112. UZB Uzbequistão (70) 113. VIE Vietnã (7) 114. ZAM Zâmbia (13) 115. ZIM Zimbabwe (5) Classificado em ordem alfabética pelo nome do país. |

### Países não-participantes
- Canadá: retirou-se dos Jogos citando o custo da viagem e os riscos à saúde[117]
- México: retirou-se dos Jogos, em 7 de julho de 2023, devido a restrições financeiras
- Reino Unido: A British Universities and Colleges Sport (BUCS) anunciou a retirada de sua delegação de estudantes dos jogos, em 11 de março de 2022,[118] e confirmou a retirada, em 16 de março de 2023[119]

#### Países banidos
Tanto a Bielorrússia quanto a Rússia foram banidas dos jogos devido à invasão da Ucrânia pela Rússia.
- Bielorrússia
- Rússia